# Alaena kiellandi
Alaena kiellandi är en fjärilsart som beskrevs av Robert H. Carcasson 1965. Alaena kiellandi ingår i släktet Alaena och familjen juvelvingar. Inga underarter finns listade i Catalogue of Life.